# Modelos de negócio com software livre
Diversas empresas têm obtido sucesso comercial explorando o software livre de diferentes maneiras. Às vezes essa exploração envolve não apenas software livre, mas também sistemas híbridos, em que software restrito é agregado ao software livre.
O aspecto mais importante que diferencia os vários modelos de negócio que envolvem software livre consiste na participação no desenvolvimento. Alguns modelos estão diretamente vinculadas à atividade de desenvolvimento, financiando o envolvimento de programadores profissionais na evolução do software com a consequente melhoria em sua qualidade e funcionalidades. Outros não envolvem o financiamento do desenvolvimento em si, mas promovem a adoção do software no mercado, como treinamento e consultoria. No entanto, todos eles fazem parte do ambiente econômico e tecnológico que viabiliza o software livre no mercado.

## Modelos de Negócio com Software Livre[1][2]
Atualmente, existem diversas abordagens, no entanto, algumas estão se tornando “tradicionais”, mas ainda há muito espaço para a criatividade e novos modelos devem surgir. Entre as principais, destacam-se os modelos:

### Redistribuição (CDs e DVDs com software livre)
Um modelo de negócio tradicional envolvendo o software livre é a distribuição remunerada do software. Nesse modelo, o usuário paga o fornecedor para obter o software de maneira mais conveniente que o que seria possível de outra maneira. Por exemplo, a FSF, na década de 80, cobrava pelo envio do código-fonte de seus programas através do correio, já que poucos usuários tinham acesso à Internet e, mesmo para quem o tinha, obter o software através da rede era demorado.
Esse modelo continuou sendo explorado mesmo com a popularização da Internet, porque a velocidade do download em várias regiões era inaceitável. Várias das distribuições Linux que se tornaram populares nos anos 90, como Red Hat e Suse, encontraram nesse mecanismo sua primeira fonte de renda, através da venda de CDs de instalação. Atualmente, esse modelo ainda pode ser explorado em alguns nichos geográficos, mas tende a se tornar cada vez menos relevante.

### Extensões não-livres
Uma outra abordagem bem conhecida é a comercialização de extensões restritas com base em um núcleo livre. Nesse caso, tanto a verba obtida com o licenciamento quanto o posicionamento favorável no mercado em relação à prestação de serviços focados nessas extensões oferecem vantagens comerciais para a empresa desenvolvedora. Ao mesmo tempo, a presença da empresa na comunidade que desenvolve o sistema livre básico favorece o seu desenvolvimento e minimiza a dependência do usuário no software restrito, num equilíbrio intermediário entre opções totalmente restritas e totalmente livres.
Várias empresas e produtos são baseados nessa abordagem; Em particular, a IBM considera esse mecanismo estratégico na sua exploração do software livre, como pode ser visto na sua relação com produtos como o servidor web apache ou o ambiente eclipse. O eclipse, em particular, por sua arquitetura fortemente baseada em plugins, inspirou a criação de diversos produtos de várias empresas diferentes baseados nesse modelo.

### Produtos e serviços privilegiados
Um outro modelo bastante utilizado consiste na liderança de um projeto de desenvolvimento de software livre, preferencialmente iniciado pela própria empresa, e na exploração de serviços relacionados. Nesse caso, dado o papel de liderança no projeto, a reputação da empresa na comunidade que gira em torno do software tende a ser altamente favorável, colocando a empresa numa posição vantajosa no mercado. Essa posição pode permitir à empresa oferecer seus produtos de forma competitiva mesmo com preços acima dos seus concorrentes e, dependendo do tipo de produto, ainda oferece outras oportunidades. Além de serviços de consultoria, suporte, integração etc., a empresa está em condições de oferecer programas de certificação, como ocorreu com a Sun e o Java ou a Red Hat e suas várias certificações em torno de seus produtos.

### Licenciamento dual
Algumas empresas identificam na venda de licenças um modelo de negócios viável em diversas situações ao mesmo tempo em que reconhecem as vantagens oferecidas pelo software livre. Essas empresas procuram obter os benefícios dos dois modelos através do licenciamento dual: O software desenvolvido por elas está disponível tanto sob licença livre quanto sob licença restrita, nesse último caso mediante pagamento.
Em geral, esse modelo se baseia na licença GPL, que exige que a redistribuição do software derivado siga os termos da própria GPL. Assim, empresas que se interessam por código GPL para a criação de um produto mas não pretendem distribuir esse produto sob uma licença livre estão impedidas de usar o software nesses termos. No entanto, elas podem entrar em contato com o detentor do direito de autor sobre esse software e negociar um outro mecanismo de licenciamento.
Para ter sucesso, esse modelo depende de uma posição favorável na comunidade, pois ele só é possível se a empresa for a detentora de todos os direitos de autor sobre o software. Na medida em que uma das grandes vantagens do software livre está justamente na contribuição de desenvolvedores estranhos à empresa, isso envolve conseguir que os colaboradores abram mão de seus direitos em prol da empresa. Evidentemente, isso só ocorre se esses colaboradores reconhecem o valor do esforço da empresa com relação ao software.
Caso contrário, podem ocorrer cisões na comunidade (forks) em que os colaboradores passam a manter o software por conta própria, sem repassar seus direitos para a empresa.
A Oracle utiliza essa abordagem com o MySQL e, embora tenha havido cisões, elas não atingiram a maior parte da comunidade e a posição do sistema MySQL como um produto da Oracle é razoavelmente estável. Por outro lado, o mesmo não ocorreu com o projeto OpenOffice, também pertencente à Oracle. A comunidade se cindiu recentemente, dando origem a um novo software, o LibreOffice, que seguirá sendo desenvolvido de forma independente do OpenOffice. O LibreOffice já está sendo incorporado pelos principais distribuidores de sistemas baseados em Linux, em detrimento do OpenOffice, indicando que essa cisão realmente atingiu fortemente a comunidade e a posição da Oracle.

### Licença com prazo de validade
Um outro mecanismo às vezes utilizado para obter as vantagens oferecidas tanto pelo software livre quanto pelo software restrito é a mudança de licença ao longo do tempo. Nessa abordagem, a versão mais nova do software é disponibilizada sob licença restrita, mas versões anteriores são disponibilizadas sob licenças livres. Assim, é possível criar uma vantagem competitiva para a versão restrita e, ao mesmo tempo, oferecer o software sob forma livre para a comunidade, que pode utilizá-lo livremente, mas sem acesso aos seus últimos recursos. Da mesma forma que o licenciamento dual, essa abordagem depende de uma posição favorável junto à comunidade, pois também depende da posse sobre os direitos de autor do software.

### Integração com produtos de hardware
Um modelo ainda pouco explorado é a integração com produtos de hardware. Nesse tipo de cenário, o software muitas vezes é encarado como uma origem de custos e não como uma fonte de renda. Assim, a transformação de drivers de dispositivos ou software embarcado em software livre pode promover melhorias na qualidade final do produto com custos iguais ou menores que o possível com software restrito.
Um exemplo são os dispositivos de telefonia celular baseados nas plataformas Maemo e Android que, além de serem baseadas em software livre, incentivam a extensão do sistema através de novos aplicativos que podem ser instalados pelo usuário. Muitos desses aplicativos são software livre, o que talvez ocorresse com menor frequência se a plataforma em si fosse restrita.

### Serviços baseados em software livre
Um outro modelo comum envolve o uso do software livre para a prestação de serviços diversos. Por exemplo, a Google presta diversos serviços na web; Para isso, ela faz uso de diversos sistemas de software livre. De forma similar, empresas que oferecem serviços de hospedagem web normalmente são baseadas em servidores linux e utilizam amplamente programas como apache, php etc.
Embora seu foco não seja diretamente o software, o fato de essas empresas fazerem forte uso dele as torna membros importantes da comunidade. Elas comumente utilizam o software em vários ambientes diferentes, sob carga razoável e, graças a isso, normalmente identificam rapidamente falhas, sugerem funcionalidades e muitas vezes pagam pelo desenvolvimento de novas características que consideram importantes.

### Serviços diretos e padronizados
Provavelmente a mais comum e variada forma de exploração do software livre consiste na oferta de serviços agregados. Existe uma infinidade de empresas especializadas na oferta de cursos e treinamentos, serviços de consultoria, implantação, manutenção e suporte técnico, personalização, integração etc. Essa forma de exploração é relativamente simples, não depende de grande capital e é fundamental para o bom funcionamento de qualquer ambiente baseado em software.
Alguns dos serviços desse tipo podem ser oferecidos de maneira pontual, onde a cada serviço corresponde um contrato com prazo determinado, ou sob a forma de assinatura, onde o usuário paga um valor fixo mensal que cobre os custos com os serviços que vierem a ser necessários. Um exemplo de serviço baseado em assinatura é a Red Hat Network, com a qual o usuário gere seu parque de máquinas através de uma interface centralizada, monitorando o estado do sistema, verificando a necessidade de atualizações etc.

### Propaganda e Franquias
Outros modelos ainda podem vir a ser melhor explorados ou mesmo criados, dependendo da criatividade das empresas envolvidas. Essa criatividade trouxe para o navegador Mozilla Firefox uma excelente fonte de renda através de um contrato com a Google, pelo qual a página inicial do navegador, por padrão, é a página de busca da Google. Um outro modelo que pode vir a ser mais explorado é o uso de franquias, que possibilitam a ação em âmbito local com base em estratégias, técnicas e marketing globais.

## Alguns casos de sucesso[1]
Existe um grande número de empresas, fortemente vinculadas ao software livre, que atuam no mercado utilizando um ou mais dos modelos elencados anteriormente.

### Sun Microsystems
Foi adquirida pela Oracle em 2009 por 7.4 bilhões de dólares. Coordenava alguns projetos de software livre e, com isso, tinha uma posição favorável no mercado. O projeto de software livre mais importante sob a coordenação da Sun era a plataforma Java, que consistia nas especificações da linguagem e tecnologias relacionadas, na marca “Java”, na implementação da máquina virtual Java (JVM) e de suas bibliotecas-padrão. Embora a máquina virtual Java da Sun (JVM) e as bibliotecas que a acompanham originalmente não fossem software livre, suas licenças foram alteradas para a GPL versão 2 em 2007. Essa mudança ocorreu quando o Java já era reconhecido como uma ferramenta fundamental para diversas áreas da computação.
A Sun oferecia diversos tipos de certificação em Java e tecnologias relacionadas, além de oferecer outros serviços baseados em Java. Também participava de outros projetos de software livre, como o OpenOffice e o GNOME.

### MySQL AB
Foi comprada em 2008 pela Sun Microsystems por 1 bilhão de dólares. A MySQL também baseia suas atividades no licenciamento dual e na oferta de serviços como treinamento e consultoria.

### Red Hat
Nasceu especificamente para prover serviços baseados em software livre e atingiu um porte significativo, com contratos de distribuição com empresas com o a Dell e a IBM, além de ser uma das componentes do índice S&P 500. Atualmente, a Red Hat oferece serviços genéricos baseados em assinatura, como a Red Hat Network e serviços de suporte, além de serviços de consultoria, treinamento e certificação. Por seu papel como provedora de soluções para sistemas de porte relativamente grande, a Red Hat participa fortemente no financiamento do desenvolvimento do [Linux (núcleo) | núcleo Linux], de maneira a poder oferecer soluções estáveis e escaláveis para seus clientes.

### IBM
Atua em diversas áreas na computação, mas tem tido um grande foco no software livre, com fortes investimentos em diversos sistemas. Em particular, ela deu origem à Fundação Eclipse quando transformou o código-fonte do Eclipse em software livre, e continua tendo importante papel na manutenção da Fundação. Ela também apoia fortemente e há muito tempo a Fundação Apache.
A IBM explora os resultados obtidos por essas fundações, além de outros sistemas de software livre, principalmente através da oferta de serviços de consultoria e da venda de extensões sob licença restrita para esse software. Em alguns casos, como é o caso do servidor web apache, um produto livre é inteiramente relicenciado sob licença restrita (desde que esse relicenciamento seja permitido pela licença livre original). O modelo baseado em serviços agregados não exclui as pequenas e médias empresas.

### TrollTech
Empresa de médio porte que desenvolve a biblioteca Qt, bastante popular entre desenvolvedores que precisam criar sistemas compatíveis com múltiplas plataformas. Ela operou durante muitos anos (quando era muito menor) explorando o modelo de licenciamento dual, até ter sido comprada por 153 milhões de dólares em 2008 pela Nokia.
Com a compra, a Nokia pretendia usar a Qt como componente central do sistema Maemo, um novo sistema operacional para telefones celulares baseado no Linux. A oferta de um sistema operacional de qualidade é um diferencial importante para aparelhos celulares, e o uso de software livre foi identificado como um meio de incrementar essa nova plataforma. A Nokia lançou alguns produtos e um aparelho baseados no Maemo; No entanto, graças a um recente acordo com a Microsoft, o Maemo deixou de ser o foco da companhia nessa área.

### CACE Technologies
Um exemplo de pequena empresa operando com sucesso em torno do software livre. Ela foi fundada pelo principal desenvolvedor do software Wireshark, e se baseia tanto na oferta de serviços quanto de extensões sob licenças restritas para esse software.

### COLIVRE
Trata-se de uma cooperativa de profissionais que oferecem serviços baseados nas diversas soluções livres desenvolvidas por eles ou com as quais eles colaboram diretamente no desenvolvimento. Uma dessas soluções é o Noosfero, uma plataforma para redes sociais, que vem ganhando espaço no mercado e que conta com o apoio de uma comunidade de desenvolvedores externos à Colivre.

### Impacta,4LinuxeAmbiente Livre
A área de treinamento é fundamental para a difusão do software livre, e várias empresas têm tido sucesso em abordar esse mercado. No Brasil, três empresas bem conhecidas atuando nessa área são a Impacta, 4Linux e Ambiente Livre.